# Ludwig von Kalckreuth
Ludwig Ernst Heinrich Konstantin Graf von Kalckreuth (* 7. November 1771 auf Nieder-Siegersdorf, Kreis Freystadt in Schlesien; † 22. September 1847 in Berlin) war ein preußischer Generalmajor und Kommandeur der 16. Kavallerie-Brigade.

## Leben

### Herkunft
Er war der Sohn  von Hans Ernst Emil von Kalckreuth (* 14. November 1728; † 31. März 1792) und dessen Ehefrau Konstantina Auguste Sophie, geborene von Schlabrendorff (* 14. Dezember 1742; † 19. November 1813). Sein Vater war preußischer Rittmeister a. D., zuletzt im Regiment der Gardes du Corps sowie Herr auf Siegersdorf.

### Militärkarriere
Kalckreuth kam am 1. August 1785 als Standartenjunker in das Regiment der Gardes du Corps der Preußischen Armee. Am 22. Februar 1788 wurde er Kornett, zudem erhielt er am 2. Februar 1791 die Anwartschaft auf Mitgliedschaft bei den Johanniter-Rittern, ferner wurde er am 10. Mai 1791 Sekondeleutnant. Am 1. Juni 1793 bekam er von Oberst von Schmettau dessen Präbende im Stift Havelberg übertragen. 1794 nahm Kalckreuth am Feldzug in Polen teil. Am 14. Mai 1795 wurde er in das Kürassierregiment „von Württemberg“ versetzt und zum Johanniter-Ritter ernannt. Am 26. September 1798 aggregierte man ihn mit Patent vom 1. Juli 1795 als Premierleutnant dem Dragonerregiment „von Brüsewitz“. Am 11. Februar 1800 wurde er als Stabskapitän in das Regiment einrangiert und am 30. April 1803 dort auch Rittmeister. Am 21. September 1805 wurde er als Adjutant zu seinem Onkel, dem General von Kalckreuth versetzt. Im folgenden Vierten Koalitionskrieg kämpfte er in der Schlacht bei Auerstedt.
Nach dem Frieden von Tilsit wurde Kalckreuth am 29. Juni 1807 zum Major befördert und am 9. Mai 1811 mit den Gehalt eines Stabsoffiziers dem Brandenburgischen Husaren-Regiment aggregiert. Im Vorfeld der Befreiungskriege wurde er am 17. April 1813 in das Korps des Generals Yorck versetzt. Am 6. Juli 1813 wurde er dort zum Oberstleutnant befördert und am 20. Juli 1813 als Verbindungsoffizier in das Hauptquartier des Prinzen von Schweden versetzt. Während des Krieges kämpfte Kalckreuth in den Schlachten bei Großgörschen, Dennewitz und Leipzig. Bei Leipzig erwarb er den Russischen St. Stanislaus-Orden II. Klasse und den Orden des Heiligen Wladimir III. Klasse, den Schwert-Orden III. Klasse sowie am 21. Oktober 1813 das Eiserne Kreuz II. Klasse. Am 1. März 1814 bekam er seine Beförderung zum Oberst und am 17. August 1814 erhielt er für vier Monate Urlaub, um auf seine schlesischen Güter zurückzukehren. Napoleon kehrte von Elba zurück und Kalckreuth wurde am 24. Mai 1815 zunächst zum General Kleist von Nollendorf versetzt. Von dort folgte nach dem Krieg am 6. Oktober 1815 seine Versetzung zum General Gneisenau und am 1. Januar 1816 wurde er als Offizier der Armee eingeordnet. Vom König erhielt Kalckreuth „als Beweise seiner Zufriedenheit im Feldzug von 1815“ am 23. November 1816 den Roten Adlerorden III. Klasse. Am 25. September 1817 erhielt er nochmal Urlaub – dieses Mal auf unbestimmte Zeit, um seine Gutsangelegenheiten zu regeln. Am 30. März 1818 wurde er mit Patent vom 1. April 1818 zum Generalmajor befördert. Am 22. Februar 1820 kam er als Kommandeur in die 16. Kavallerie-Brigade, aber schon am 27. Februar 1820 schied er mit einem Invaliditätsgehalt von 1200 Talern aus dem Dienst aus. Am 5. August 1826 erhielt er noch das Dienstkreuz und am 27. Mai 1829 eine Geschenk von 300 Talern. Er starb am 22. September 1847 in Berlin und wurde am 26. September 1847 auf dem Garnisonfriedhof beigesetzt.

### Familie
Kalckreuth heiratete am 7. März 1800 in Berlin Johanna Charlotte Hedwig von Unruh (1772–1855) geschiedene Buchholz. Das Paar hatte mehrere Kinder:
- Pauline Eusebia (1802–1882) ⚭ Heinrich Christoph Friedrich von Knobloch († 10. März 1881), Premierleutnant, Herr auf Puschkeiten, Freiherr von Hausen-Aubier, Eltern von Arthur von Knobloch
- Richard Edmund (1808–1879), preußischer Generalleutnant ⚭ 1845 Valeska von Freysleben (1825–1893), Tochter des Generalmajors Friedrich von Freysleben
- Klothilde Gabriele (1810–1871)